# Andropausa
L'andropausa o deficiència androgènica associada a l'edat és un terme per a una condició en homes grans que es caracteritza per nivells mesurablement baixos de testosterona i símptomes clínics majoritàriament de naturalesa sexual, inclosa la disminució del desig sexual, menys ereccions espontànies i disfunció erèctil. És el resultat d'una baixada gradual de la testosterona; es pot produir una disminució constant dels nivells de testosterona d'aproximadament un 1% per any i està ben documentada tant en homes com en dones.

## Signes i símptomes
Alguns homes presenten símptomes, però tenen nivells de testosterona normals, mentre que altres amb nivells baixos de testosterona no presenten cap símptoma. Actualment, es desconeixen els motius d'aquest fenomen.
A finals dels 40 i principis dels 50 anys, alguns homes poden experimentar depressió, pèrdua de libido, disfunció erèctil i altres símptomes físics i emocionals. Aquests símptomes inclouen irritabilitat, pèrdua de massa muscular i capacitat reduïda per fer exercici, augment de pes, manca d'energia, dificultat per dormir i poca concentració. És important tenir en compte que molts d'aquests símptomes poden sorgir d'una crisi de la mitjana edat o com a resultat d'un estil de vida poc saludable a llarg termini (fumar, beure en excés, menjar en excés, falta d'exercici) i que es poden tractar millor amb canvis de l'estil de vida, psicoteràpia o antidepressius.